# Карлинская, Марианна Ильинична
Марианна Ильинична Карлинская (1916—2006) — научный сотрудник Академии коммунального хозяйства им. К. Д. Памфилова, лауреат Сталинской премии 1951 года.
В 1939 году с отличием окончила МЭИ им. В. М. Молотова по специальности «Автоматика и телемеханика». Работала в системе Мосэнерго, заочно училась в аспирантуре МЭИ (научный руководитель Михаил Александрович Гаврилов).
С 1948 года и до начала 1980-х гг. в Академии коммунального хозяйства им. К. Д. Памфилова: младший, старший научный сотрудник, руководитель отдела автоматизации и вычислительной техники.
В 1949 году защитила кандидатскую диссертацию:
- Методика проектирования устройств телеуправления для крупных водопроводных станций : диссертация … кандидата технических наук : 05.00.00. — Москва, 1949. — 181 с. : ил. + Прил. (122 с.: ил.).

Сталинская премия 3-й степени 1951 года (в составе коллектива) — за автоматизацию основных технологических процессов Сталинской водопроводной станции.
В 1963 году присвоено учёное звание «доцент».
Сочинения:
- Телемеханизация городских газовых хозяйств [Текст] : [Учеб. пособие для специальности «Теплогазоснабжение и вентиляция»] / Канд. техн. наук М. И. Карлинская, канд. техн. наук Я. Г. Белкин. — Москва : Изд-во М-ва коммун. хозяйства РСФСР, 1958. — 191 с., 2 л. схем. : ил.; 22 см.
- Создание территориально-отраслевых автоматизированных систем управления жилищно-коммунальным хозяйством РСФСР [Текст]. — Москва : ЦБНТИ Минжилкомхоза РСФСР, 1976. — 16 с.; 20 см. — (Доклад/ Междунар. выставка «Интербытмаш-76». Москва, Сокольники. Сент. 1976; 2).
- Создание и функционирование территориально-отраслевых автоматизированных систем управления жилищно-коммунальным хозяйством / М. И. Карлинская. — Москва : ЦБНТИ, 1983. — 69 с. : ил.; 20 см.
- Телеуправление и телеизмерение в системах газоснабжения [Текст] / М. И. Карлинская, В. Е. Бухин. — Москва : Изд-во М-ва коммун. хозяйства РСФСР, 1958. — 54 с., 1 л. схем. : ил.; 23 см.
- Примерные схемы диспетчеризации и автоматизации городских водопроводов [Текст] / Акад. коммун. хозяйства им. К. Д. Памфилова. Лаборатория телемеханики. — Москва : Изд-во М-ва коммун. хозяйства РСФСР, 1963. — 99 с., 2 л. схем., 6 отд. л. черт. : ил.; 22 см.
- М. И. Карлинская, Степень использования импульсов в устройствах телеуправления с групповым выбором, Автомат. и телемех., 1951, том 12, выпуск 2, 149–159